# Bathysiphon
Bathysiphon, en ocasiones erróneamente denominado Abathysiphum, es un género de foraminífero bentónico de la subfamilia Bathysiphoninae, de la familia Rhabdamminidae, de la superfamilia Astrorhizoidea, del suborden Astrorhizina y del orden Astrorhizida. Su especie-tipo es Bathysiphon filiformis. Su rango cronoestratigráfico abarca el Holoceno.

## Discusión
Clasificaciones previas incluían Bathysiphon en el suborden Textulariina del orden Textulariida.

## Clasificación
Se han descrito numerosas especies de Bathysiphon. Entre las especies más interesantes o más conocidas destacan:
- Bathysiphon cylindrica
- Bathysiphon filiformis
- Bathysiphon robusta

Un listado completo de las especies descritas en el género Bathysiphon puede verse en el siguiente anexo.
En Bathysiphon se ha considerado el siguiente subgénero:
- Bathysiphon (Silicobathysiphon), también considerado como género Silicobathysiphon y aceptado como Bathysiphon